# Technologie clé
Une « technologie-clé » est une technologie vitalement nécessaire pour une société humaine, un État, un secteur industriel. 
Pour les prospectivistes c'est souvent une technologie émergente (spécifique ou transversale, ouvertes ou brevetées) susceptible d’être une « technologie de rupture » dans des domaines à enjeux majeurs tels que l’alimentation, la santé humaine, animale et environnementale, la défense et la sécurité, la protection, restauration et gestion de l’environnement et des ressources naturelles, l’habitat sain et durable, les énergies propres, sûres et renouvelables, la mobilité durable, les technologies de l'information et de la communication et plus généralement le secteur du numérique, mais aussi les loisirs et de la culture (culture héritée et culture vivante, pilier du « soft power » défini comme la « capacité de séduire ou de persuader les autres États sans faire usage de la force ou de la menace »).
En France, un rapport de prospective sur les technologies clés est périodiquement publié .

## Enjeux
Ils sont géostratégiques et cruciaux pour la paix dans le monde. 
Les technologies-clé ont souvent des effets et rétroactions complexes sur l’économie et le social, et en particulier sur l’emploi, notamment avec les convergences de l'informatique et d'une combinaison de technologies telles que l'intelligence artificielle, les microbiotechnologies et de la robotique. Le rapport 2016 français Technologies clés 2020 cite par exemple comme menace au développement de certaines technologies clé l’« Acceptabilité sociale de la co-évolution homme-machine ».
Elles sont également influencées par la spéculation financière et boursière, par l’évolution des normes et standards techniques, des pressions du lobbying (sur la règlementation et la fiscalité)... autant d’éléments qui ont un effet structurant sur le commerce. Dans ce contexte, un avantage concurrentiel semble acquis pour les acteurs mieux informés et étant en conformité avec les normes. 
Ces technologies-clé dépendent de plus en plus du big data (mégadonnées en français), du Très Haut Débit (THD) voire de l'ultra haut débit et d’un accès à des données de qualité (libres ou fermées). Certaines d'entre-elles posent des problèmes de cybersécurité, de dépendance à quelques monopoles du logiciel et de l'accès à l’Internet, au Cloud et au SAAS (les « GAFA » dont Google, Amazon et Facebook…) avec des risques d’abus de position dominante et de dépendance énergétique (notamment en raison des fermes de Serveurs et datacenters très consommateurs d’énergie et producteurs de chaleur fatale).
En outre, beaucoup des technologies répertoriées comme « technologies-clé » sont aussi des technologies qui dépendent aussi (directement ou indirectement) des matières premières minérales critiques et/ou de métaux rares, précieux ou « critiques » considérés comme ressources « stratégiques » ou « à risque ». 
Enfin, il faut généralement plusieurs années, voire plusieurs décennies, pour le passage d’une technologie émergente à un large usage (les études prospectives retiennent souvent une échelle de 9 niveaux de TRL (« Technology Readiness Level » ou « niveau de maturité de la technologie »)).

## En France
Le Ministère de l'Économie publie régulièrement des études prospectives sur les « technologies clés ».
La dernière version (mai 2016) retient 47 technologies stratégiques pour la compétitivité (représentant plusieurs milliards d’euros selon l’étude) et l'attractivité du pays. Cette étude prospective de 640 pages, intitulé « Technologies 2020 », préfacé par Emmanuel Macron a été pilotée par la DGE (Direction générale des entreprises), encadrée par un Comité de pilotage comprenant Bpifrance, les ministères de la recherche, de l’Écologie, la DGA (Direction générale de l'armement) et l’ANR (Agence nationale de la recherche), et un comité stratégique présidé par Philippe Varin (Président  d’Areva). Elle a fait travailler environ « 200 experts académiques et industriels » et l’Académie des technologies pour caractériser et sélectionner les technologies cohérentes avec l’horizon 2020« pour lesquelles la France possède des atouts crédibles face à la concurrence mondiale ». Elle s’est appuyée sur d’autres travaux de prospective dont internationaux produits par la  FAO, OCDE,OMS, Centre commun de recherche, Forum international des transports, Agence internationale de l'énergie… et nationaux avec notamment les études PIPAME, feuilles de route de l'ADEME. Elle s’est basée sur une liste totale de 361 technologies jugées importantes par les pôles de compétitivité et divers experts. 
Ce document insiste sur le besoin de mieux recycler les métaux critiques présentes en quantités dispersées et souvent sous forme d’alliage dans les déchets (et jusque dans les eaux urbaines). Elle inclut un groupe de technologies environnementales émergentes de gestion intelligente de l'eau et de l’énergie, de recyclage des métaux stratégiques et de traitement des sols pollués et sur les progrès en cours et attendus des technologies dites « omiques » (ex : génomique, protéomique, métaomique, etc.).
L’étude propose une analyse des enjeux selon la matrice et méthode SWOT (forces, faiblesses, opportunités et menaces) en décrivant notamment les nouveaux usages, nouveaux besoins, nouveaux marchés et les réseaux d’acteurs-clé des systèmes d’innovation.
Elle formule des recommandations pour – dans un contexte de concurrence internationale - favoriser le déploiement de ces technologies, dont dans les PME, en soutenant notamment la R&D, les solutions plus « interopérables » et en engageant les entreprises dans « une réflexion coût-bénéfice pour identifier les métaux à haut potentiel de marché » tout en veillant à la sécurisation des données dans le contexte du Big Data. L'étude se présente comme un document d’aide et conseil aux choix stratégiques, dont pour le PIA (Programme d'investissements d'avenir), les plans industriels et de la Stratégie nationale pour la recherche et l'innovation, le programme Horizon 2020 et le Fonds européen d'investissement. Il rappelle aussi l'importance de la formation « à tous les niveaux et tout au long de la vie », de la R&D et d'une stratégie d'investissement. L'étude évoque aussi les « feuilles de route stratégiques des pôles de compétitivité, les S3 (smart specialisation strategy) des Régions ».
Certaines technologies présentées par d’autres comme majeures (biomimétisme, technologies dédiées aux approches collaboratives et latérales par exemple ne sont presque pas évoquées) mais la chimie biosourcée l'est.

### Exemples
En 2016 la liste de technologies prioritaires et critiques identifiée pour la France était :
1. Matériaux avancés et actifs[5] ;
2. Capteurs (capteurs intelligents…)[6] ;
3. Valorisation et intelligence des données massives [7];
4. Modélisation, simulation et ingénierie numérique [8];
5. Internet des objets[9] ;
6. Réseau mobile de 5e génération (la génération de réseaux mobiles 5G, attendue pour remplacer la 4G vers 2020, une version 6G étant annoncée pour 2030[10] ;
7. Systèmes embarqués et distribués, sécurisés et sûrs [11] ;
8. Procédés relatifs à la chimie verte [12] ;
9. Fabrication additive [13];
10. Cobotique et humain augmenté[14] ;
11. Intelligence artificielle[15] ;
12. Robotique autonome[16] ;
13. Communications sécurisées[17] ;
14. Technologies immersives[18] ;
15. Procédés relatifs à la chimie du pétrole[19] ;
16. Recyclage des métaux critiques et terres rares ;
17. Microfluidique ;
18. Métaomique ;
19. Analyse comportementale ;
20. Nouvelles intégrations matériel-logiciel ;
21. Supercalculateurs ;
22. Réseaux électriques intelligents ;
23. Batteries électrochimiques de nouvelle génération ;
24. Carburants de synthèse ;
25. Technologies de l'hydrogène ;
26. Ingénierie génomique et de stimulation des végétaux ;
27. Souches de probiotiques pour la biopréservation et la nutrition ;
28. Ingénierie tissulaire et Ingénierie cellulaire ;
29. Nouvelles modalités d'immunothérapie ;
30. Dispositifs bio-embarqués
31. Technologies d’imagerie pour la santé ;
32. Exploitation numérique des données de santé ;
33. Authentification forte ;
34. Gestion intelligente de l’eau ;
35. Technologies de diagnostic rapide (eau, air, sol) ;
36. Traitement des sols pollués ;
37. Systèmes de rénovation du bâti existant (en complément du HQE dans le neuf, car le rythme de renouvellement du parc immobilier est lent, de l’ordre du siècle) ;
38. Systèmes constructifs à haute qualité environnementale pour le neuf ;
39. Systèmes énergétiques intégrés à l’échelle du bâtiment ;
40. Technologies de récupération de chaleur à basse température ;
41. Solaire photovoltaïque ;
42. Énergies éoliennes ;
43. Technologies pour l’énergie nucléaire ;
44. Technologies de propulsion ;
45. Nanoélectronique ;
46. Technologies de conception de contenus et d'expériences.